# Andoni Ugarte
Andoni Ugarte Mendizábal (Oñate, Guipúzcoa, 5 de abril de 1995) es un futbolista español que juega en la UD Logroñes de la Segunda División de España como defensa central.

## Trayectoria
Es un central guipuzcoano formado en todas las categorías inferiores de la cantera de la Real Sociedad. Ugarte adquirió experiencia disputando la UEFA Youth League (Liga de Campeones juvenil) en la temporada 2013-2014.
En 2014 debutaría con el filial, con el que jugaría durante cinco temporadas en Segunda B y tendría un bagaje de 111 encuentros disputados.
En verano de 2017 participó en varios amistosos estivales con la primera plantilla realista bajo la dirección de Eusebio Sacristán.
Durante la temporada 2017-2018 disputó trece encuentros en el segundo equipo donostiarra, que finalizó en tercera posición el campeonato liguero y disputó la primera ronda del 'play off' de ascenso a Segunda contra el CF Fuenlabrada. 
En verano de 2018, firma por el Real Oviedo para reforzar al Real Oviedo Vetusta de Segunda División B de España.
En junio de 2019, se confirma como jugador primer equipo del Real Oviedo de Segunda División para disputar la temporada 2019-2020.

## Clubes
| Club                        | País   | Periodo   | Partidos (goles) |
| --------------------------- | ------ | --------- | ---------------- |
| Real Sociedad de Fútbol "B" | España | 2017-2019 | 111(-)           |
| Real Oviedo Vetusta         | España | 2018-2019 | 34(4)            |
| Real Oviedo                 | España | 2019-     |                  |